# Szamoai mézevő
A szamoai mézevő vagy mao (Gymnomyza samoensis) a madarak osztályának a verébalakúak (Passeriformes) rendjébe, ezen belül a mézevőfélék (Meliphagidae) családjába tartozó faj.

## Elterjedése
Szamoa területén honos, erdőkben és ültetvényeken. Upolu and Savaiʻi szigetén fordul elő, korábban élt az Amerikai Szamoához tartozó Tutuila-szigeten is, de onnan mára kihalt.

## Megjelenése
Testhossza 28-31 centiméter, tollazata fején fekete, testén olajzöld vagy sárga vagy piszkos sárga. Szeme alatt zöldes színű sáv látható. Csőre hosszú, lefelé görbülő és fekete.

## Természetvédelmi helyzete
Az élőhelyének elvesztése fenyegeti, IUCN vörös listáján „kihalóban” kategóriában szerepel.
Teljes állománya 1000-2500 egyed körül lehet és folyamatosan csökkenő tendenciát mutat.

## Külső hivatkozás
- Internet Bird Collection - videó a fajról